# سوخوي سو-39
سوخوي سو-39 طائرة مقاتلة روسية الصنع كـطائرة اقتحام صممت في مكتب سوخوي للتصاميم في أواخر الثمانينات بديلا للمقاتلة سوخوي سو-25. وتستخدم لمكافحة الأهداف البرية والجوية ليلا ونهارا في شتى الظروف الجوية. وتتصف الطائرة بأسلحتها الذكية، وبينها المجمع الصاروخي «فيخر» المزود بنظام التوجيه الليزري.

## المواصفات الفنية التكتيكية
- الطاقم فرد واحد
- الوزن الأقصى لدى الإقلاع 20500 كلغ
- السرعة القصوى 950 كم في الساعة
- مدى الطيران الأقصى 2500 كم
- الارتفاع للأقصى للطيران 10000 متر
- طول الطائرة 15.33 مترا
- عرض الجناح 14.36 مترا
- مساحة الجناح 30.1 مترا مربعا

## الاسلحة
- - الحمولة القتالية القصوى 6000 كلغ
- - المدفع عيار 30 مم
- - الصواريخ الموجهة جو – جو
- - الصواريخ الموجهة «جو – ارض» فوق الصوتية المضادة للدبابات من طراز «فيخر» بعدد 16 صاروخا
- - الصواريخ غير الموجهة عيار 80 مم و122 مم و240 مم
- - القنابل العادية والمتحكم فيها والعنقودية
- - 4 رشاشات مزدوجة بالمدفع 23 مم
- - 4 رشاشات مزدوجة بمدفع 30 مم